# Portada/article gener 12

## Reial Club Deportiu Espanyol de Barcelona
El Reial Club Deportiu Espanyol de Barcelona és una societat anònima esportiva catalana fundada a la ciutat de Barcelona el 13 d'octubre de 1900 per una colla de joves estudiants encapçalats per Àngel Rodríguez Ruiz, que té la seu social a la ciutat de Cornellà de Llobregat.
Actualment, el primer equip de l'Espanyol juga a la primera divisió de la Lliga espanyola. Els seguidors de l'Espanyol s'anomenen popularment "periquitos". El club organitza anualment des de 1974 el Torneig Ciutat de Barcelona a la pretemporada d'estiu.